# Pak Kret
Pak Kret (thaï เทศบาลนครปากเกร็ด) est une ville de Thaïlande située dans la province de Nonthaburi. Elle se trouve dans la plaine centrale du pays, sur la rive orientale de la Chao Phraya, avec la province de Pathum Thani au nord et la ville de Nonthaburi au sud. C'est en fait une banlieue de Bangkok, qui se trouve à l'est.

## Histoire
La zone de Pak Kret est habitée depuis au moins le XVIIIe siècle, à l'époque du royaume d'Ayutthaya. Le méandre de la Chao Phraya à l'ouest du centre-ville de Pak Kret a été coupé en 1721-1722, formant l'île de Ko Kret. Les implantations situées sur la rive du canal de dérivation et à son embouchure sont devenues connues sous le nom de Ban Tret Noi (บ้าน เตร็ด น้อย) et Ban Pak Tret Noi (บ้าน ปาก เตร็ด น้อย). (La « grande dérivation » est plus en amont, dans ce qui est maintenant le district de Mueang Pathum Thani.) De nombreuses communautés mônes se sont installées dans la région à l'époque d'Ayutthaya, jusqu'au début de la période Rattanakosin (1782).
Pak Kret a obtenu le statut de quartier d'assainissement (Sukhaphiban) le 31 août 1955. Il couvre la partie du district de Pak Kret à l'Est du fleuve, à savoir les sous-districts de Pak Kret, Bang Phut, Ban Mai, Bang Talat et Khlong Kluea. Il a été élevé au statut de municipalité (thesaban tambon) le 1er janvier 1992, puis à celui de ville le 5 février 1996. Pak Kret a accompagné l'expansion rapide de Bangkok à la fin du XXe siècle, ses rizières et vergers étant convertis en lotissements et autres zones résidentielles.

## Géographie

Plan de la ville.

La zone de Pak Kret est principalement de faible densité résidentielle. Le centre-ville se trouve sur la rive orientale de la Chao Phraya, en face de Ko Kret (c'est-à-dire à l'est du canal de dérivation). Le bureau de la municipalité et le bureau de district se trouvent là.
Deux grands axes routier desservent la ville. La route Chaeng Watthana s'étend d'ouest en est, reliant le centre-ville au district de Lak Si (à Bangkok), à l'est, et la route de Tiwanon relie Pak Kret à Pathum Thani au nord et à Nonthaburi au sud. Le viaduc d'accès au pont Rama IV surplombe la route Chaeng Watthana en centre-ville ; le pont traverse le fleuve en direction du sous-district de Khlong Phra Udom.

## Économie
Muang Thong Thani est la plus grande zone de logement de Pak Kret. C'est le site de l'Université ouverte Sukhothai Thammathirat et d'Impact Muang Thong Thani, un complexe comprenant une salle de sport, un centre de convention et un hall d'exposition. Le parc Srinagarindra et le centre commercial CentralPlaza Chaengwattana se situent également entrent  en ville[pas clair].

## Éducation
Liste des écoles de Pak Kret :
1. Pakkred Secondary School
2. Nawamintarachinuthid Horwang Nonthaburi School (also called Horwangnon)
3. Suan Kularb Wittayalai Nonthaburi School (also called Suannon)
4. Triamudom Suksa Nomklao Nonthaburi School(also called Triam Nom Non )
5. Wat Poramai Yigawat School
6. Wat Salakun School
7. Pichaya Suksa School
8. International School Bangkok
9. Rose Marie Academy
10. Saint Francis Xavier School

## Sport
- Le club de football de la ville, le Muangthong United, joue au SCG Stadium, d'une capacité de 15 000 places. Il a été vainqueur en 2010 et 2011 du Championnat de Thaïlande de football.